# Ньюеллтон (Луїзіана)
Ньюеллтон (англ. Newellton) — місто (англ. town) в США, в окрузі Тенсас штату Луїзіана. Населення — 886 осіб (2020).

## Географія
Ньюеллтон розташований за координатами 32°4′21″ пн. ш. 91°14′21″ зх. д. / 32.07250° пн. ш. 91.23917° зх. д. (32.072601, -91.239269).  За даними Бюро перепису населення США в 2010 році місто мало площу 2,26 км², з яких 1,97 км² — суходіл та 0,29 км² — водойми.

## Демографія
Згідно з переписом 2010 року, у місті мешкало 1187 осіб у 478 домогосподарствах у складі 318 родин. Густота населення становила 525 осіб/км².  Було 563 помешкання (249/км²).
Расовий склад населення:
| - 71,0 % — чорних або афроамериканців - 28,5 % — білих |

До двох чи більше рас належало 0,5 %. Частка іспаномовних становила 0,9 % від усіх жителів.
За віковим діапазоном населення розподілялося таким чином: 27,5 % — особи молодші 18 років, 55,9 % — особи у віці 18—64 років, 16,6 % — особи у віці 65 років та старші. Медіана віку мешканця становила 36,6 року. На 100 осіб жіночої статі у місті припадало 82,6 чоловіків;  на 100 жінок у віці від 18 років та старших — 72,2 чоловіків також старших 18 років.
Середній дохід на одне домашнє господарство  становив 37 530 доларів США (медіана — 20 978), а середній дохід на одну сім'ю — 45 903 долари (медіана — 27 375). Медіана доходів становила 46 875 доларів для чоловіків та 16 776 доларів для жінок. За межею бідності перебувало 41,3 % осіб, у тому числі 57,6 % дітей у віці до 18 років та 26,2 % осіб у віці 65 років та старших.
Цивільне працевлаштоване населення становило 422 особи. Основні галузі зайнятості: освіта, охорона здоров'я та соціальна допомога — 30,3 %, роздрібна торгівля — 17,5 %, сільське господарство, лісництво, риболовля — 10,4 %, публічна адміністрація — 9,7 %.